# Aethalochroa affinis
Aethalochroa affinis es una especie de mantis de la familia Toxoderidae.

## Distribución geográfica
Se encuentra en Pakistán.